# Catedral de Nuestra Señora del Perpetuo Socorro (Prizren)
La catedral de Nuestra Señora del Perpetuo Socorro (en albanés: Katedralja e Zonja jonë e Succour pandërprerë në Prizren; también conocida como "Recinto de la Iglesia de la Señora auxiliadora" y "Con-catedral de la señora auxiliadora") es una catedral católica en Prizren, Kosovo, sede de la diócesis de Prizren-Pristina.
La Catedral de Prizren fue encargada en 1870 por Dario Bucciarelli, arzobispo de Skopie. Su torre del reloj fue construida por Thomas Glasnovic, un monje Arbanasi que además era arquitecto. La catedral tiene entre sus características frescos en el lado norte de la iglesia, entre ellos un fresco de Skanderbeg pintado en 1883 por Gjergj Panariti un monje y pintor albanés de Korçë.